# Mittlerer Maurerkeeskopf
Mittlerer Maurerkeeskopf är en bergstopp i Österrike. Den ligger i distriktet Lienz och förbundslandet Tyrolen, i den centrala delen av landet. Toppen på Mittlerer Maurerkeeskopf är 3 283 meter över havet, eller 59 meter över den omgivande terrängen.
Den högsta punkten i närheten är Östliche Simonyspitze, 3 448 meter över havet, 1,6 km sydväst om Mittlerer Maurerkeeskopf.
Trakten runt Mittlerer Maurerkeeskopf består i huvudsak av kala bergstoppar och isformationer.